# Tarasa reichei
Tarasa reichei är en malvaväxtart som först beskrevs av R. Phil, och fick sitt nu gällande namn av Antonio Krapovickas. Tarasa reichei ingår i släktet Tarasa och familjen malvaväxter. Inga underarter finns listade i Catalogue of Life.